# Vjosa
A Vjosa (görögül Αωος / Aóosz, Βωβούσα / Vovúsza, latinul Aous) Albánia harmadik leghosszabb, Görögországban eredő folyója az ország déli részén. Hossza 272 kilométer (ebből Görögország 80 km, Albánia 192 km), vízgyűjtő területe 6706 négyzetkilométer (Görögország 2154 km², Albánia 4552 km²), vízhozama 204 m³/s. A görögországi Píndosz hegységben, Joánina közelében, a Métszovói-hágó mellett mintegy 2500 méteres tengerszint feletti magasságban ered. Északnyugati irányú felső folyása a Timfi-hegység átszelése, 80 kilométer után éri el Albániát. A Nëmerçka-hegységet északról megkerülve, Këlcyra városa után a Vjosa folyása nyugatra fordul. Tepelenánál a Drino vizét felvéve ismét északnyugatra fordul, átszeli a Myzeqeja síkját, majd Fier és Vlora között az Adriai-tengerbe ömlik. A partján elterülő nagyobb települések a folyás irányában Kónica, Albániában Përmet, Këlcyra, Tepelena, Memaliaj, Selenica. Jelentősebb mellékfolyói Görögországban a Voidomatisz (Βοϊδομάτης), a Szarantaporosz (Σαραντάπορος), Albániában a Drino és a Shushica.
Az i. e. 7. század végén az Aóosz néven ismert folyó partján alapították meg Apollónia városát, egy i. sz. 3. századi földrengés következtében azonban a folyó kilépett medréből,  és medre 10 kilométerrel délebbre került. Görögországban, a Voidomatisz és az Aóosz találkozásánál terül el a Vikosz–Aóosz Nemzeti Park a festői Vikosz-szurdokkal, de említésre méltóak a környék hagyományos epiruszi falvai is. Kónicánál egy középkori szamárhátú kőhíd ível át a folyó felett.

## Külső hivatkozások
- Albánia folyóiról (albánul)